# Onewheel
A Onewheel (magyarul: egykerekű) önegyensúlyozó, elektromos meghajtású, sport- és szabadidős személyszállító eszköz. Az Onewheelt Kyle Doerksen, a Future Motion Inc. vezérigazgatója és alapítója találta fel. A Future Motion Inc. székhelye a kaliforniai Santa Cruzban található, míg a Onewheel gyártása San Joséban történik. A terméket megjelenésekor számos lap bemutatta, többek között a CNET, a Sports Illustrated, a Business Insider és a Popular Mechanics.
2024 szeptemberéig nyolc modell jelent meg:
- Original Onewheel
- Onewheel+
- Onewheel+ XR
- Onewheel Pint
- Onewheel Pint X
- Onewheel Pint S
- Onewheel GT
- Onewheel GT S

## Történet
A Onewheelt a Future Motion Inc. alapítója és vezérigazgatója, Kyle Doerksen fejlesztette ki. Doerksen a Stanfordi Egyetemen végzett, és két mérnöki diplomával is rendelkezik. Doerksen 8 évet töltött Onewheel prototípusok kidolgozásával, mielőtt 2013-ban elindította a Future Motion Inc. céget. A Onewheel 2014. január 6-án debütált a Kickstarteren. A Kickstarter-adományok meghaladták a kitűzött 100 000 dolláros célt, a kampány 2014. január 27-ig elérte a 630 000 dolláros támogatottságot. A Future Motion Inc. első székhelye 2013-ban a kaliforniai Mountain View volt. 2015-ben a vállalat székhelyét a kaliforniai Santa Cruzba költöztette, és az Old Wrigley épületből üzemelteti. 2018-ban egy 5500 négyzetméteres létesítménybe költözött, szintén Santa Cruzban.

## Onewheel-modellek
| Modell          | Original Onewheel V1                    | Onewheel +                              | Onewheel+ XR                       | Onewheel Pint                       |
| --------------- | --------------------------------------- | --------------------------------------- | ---------------------------------- | ----------------------------------- |
| Hatótáv         | 10-13 km                                | 8-11 km                                 | 20-30 km                           | 10-13 km                            |
| Csúcssebesség   | 24 km/h                                 | 30 km/h                                 | 30 km/h                            | 26 km/h                             |
| Töltési idő     | 30 perc                                 | 30 perc                                 | 110 perc (60 perc SUPERChargerrel) | 120 perc (50 perc SUPERchargerrel)  |
| Tömeg           | 11 kg                                   | 11 kg                                   | 12 kg                              | 10 kg                               |
| Motor           | 500 W agymotor V1                       | 750 W HYPERCORE                         | 750 W HYPERCORE                    | 750 W HYPERCORE V2                  |
| Akkumulátor     | 130 Wh lítium-vas-foszfát (LiFePo4) 48V | 130 Wh lítium-vas-foszfát (LiFePo4) 48V | 324 Wh NMC akkumulátor             | 148 Wh NMC akkumulátor              |
| Gumi            | 11,5 × 6,5-6 Vega GO-KART               | 11,5 × 6,5-6 Vega GO-KART               | 11,5 × 6,5-6 Vega GO-KART          | 10,5 x 4,5-6                        |
| Maximális dőlés | > 30 fok                                | > 30 fok                                | > 30 fok                           | > 30 fok                            |
| Méretek         | 23 x 29,21 x 72,6 (cm)                  | 23 x 29,21 x 72,6 (cm)                  | 23 x 29,21 x 72,6 (cm)             | 22,2 x 26,6 x 68,9 (cm)             |
| Bejelentés      | 2014. január, Kickstarter               | 2017. január 4.                         | 2018. január 8.                    | 2019. március 12.                   |
| Elérhetőség     | Megszűnt                                | Megszűnt                                | Elérhető                           | Elérhető (korlátozott mennyiségben) |

## Működés
A Onewheel mobilalkalmazás sok változáson esett át, mióta – először 2014-ben – megjelent a Onewheel Original mellett az Android és iOS rendszerekre. Az alkalmazás lehetővé teszi a felhasználó számára, hogy figyelemmel kísérje a hatótávot, megtett útvonalat, töltöttséget, valamint a kezelhetőség dinamikáját is be lehet állítani.

## Fordítás
Ez a szócikk részben vagy egészben  az   Onewheel című angol Wikipédia-szócikk ezen változatának fordításán alapul.  Az eredeti cikk szerkesztőit annak laptörténete sorolja fel. Ez a jelzés csupán a megfogalmazás eredetét és a szerzői jogokat jelzi, nem szolgál a cikkben szereplő információk forrásmegjelöléseként.